# 成松長正
成松 長正（なりまつ ながまさ、1913年5月13日 - 1995年11月13日）は、日本の軍人・実業家。戦前は陸軍将校であり、終戦時の階級は陸軍少佐（陸士48期生）。戦後は経営者として第一パン（宮崎県）を設立する。宮崎県出身。

## 経歴

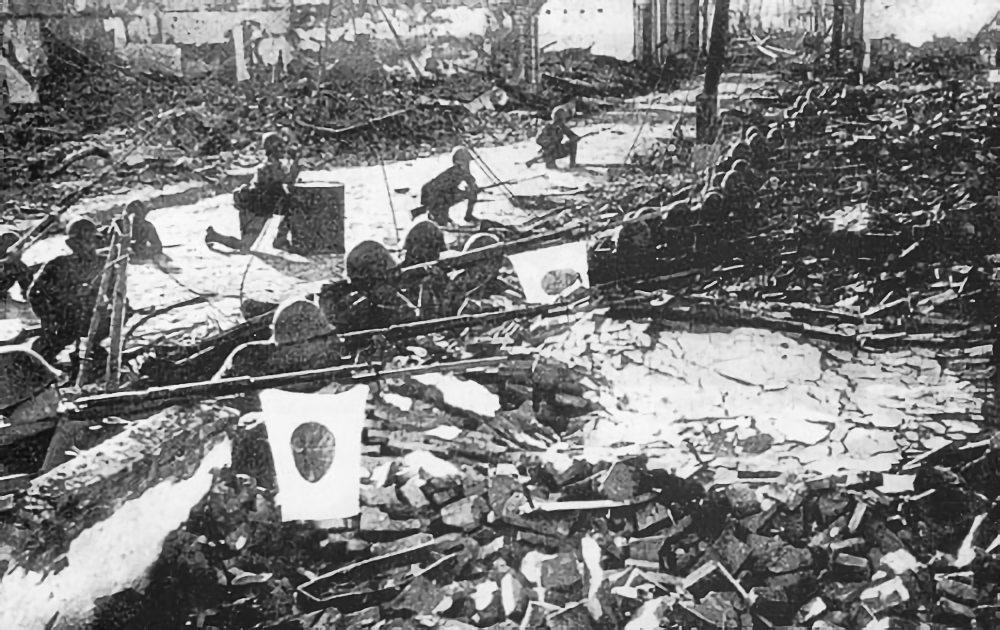
日中戦争（上海攻略戦）（1937年）

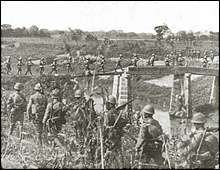
無錫に進撃する日本軍（1937年）

- 1913年（大正2年） 　5月13日に宮崎県に生まれる。
- 1936年（昭和11年）　陸軍士官学校卒業（第48期）、陸軍少尉任官（津歩兵第33連隊付）。
- 1937年（昭和12年）　日中戦争に出征。11月、南京への進撃途中に無錫攻略戦で右肩に貫通銃創を受ける。その後、1年間東京にて入院治療を行う。
- 1939年（昭和14年）　外国暗号解読将校任官。参謀本部、支那派遣軍に勤務。
- 1941年（昭和16年）　太平洋戦争の開戦直前にフランス領インドシナのサイゴンに赴任、結局終戦までにビルマ、フィリピンを除く全戦域を転戦。
- 1942年（昭和17年）　マレー作戦の進行に伴い、1月から現地兵団に配属されてマレー半島を南下する。サイゴンから舗装道を通ってメコン川を渡り、プノンペン（カンボジア）、バンコク（タイ）を経て北部マレーのスンゲイパタニ（マレーシア）に移動。その後、南方総軍特殊情報部のジャワ島（インドネシア）派遣機関長として、バタビヤ（現在のジャカルタ）近郊のバンドンに約1年間駐在する。
- 1943年（昭和18年）　陸軍少佐に進級し、第8方面軍（南東方面軍）の特殊情報部（在ラバウル）（パプアニューギニア）に転勤。
- 1945年（昭和20年）　ラバウルにて終戦を迎える。
- 1947年（昭和22年）　復員し、宮崎県に居を構える。公職追放のため、無職となる。
- 1949年（昭和24年）　株式会社さくらパンを開業。
- 1963年（昭和38年）　県内の製パン業を合同させ、第一パンを設立。代表取締役に就任。
- 1970年（昭和45年）　第一パン代表取締役を辞任。
- 1979年（昭和54年）　約8ヶ月間、世界各地を旅行する。
- 1995年（平成7年）　 11月13日に前立腺ガンのため死去。妻貞子との間に1女1男（長女は横浜市在住、長男は宮崎市内で中古車販売「さくら自動車」を経営）。

## エピソード
- 長正の先代は大分県南海部郡鶴見町大字地松浦（旧豊後国佐伯庄地松浦）の庄屋。姓氏辞典には、成松姓は、肥前・肥後・豊後の3系統があるが、長正は豊後の成松。成松姓は、鎌倉時代、豊前・豊後の守護職を授けられ、源頼朝の子供とも伝えられる大友能直に遡ることが出来る（大友能直→親秀→戸次重秀→時親→貞直→頼時→成松（初代））。初代は成松源左衛門。その子正則、正友、正文はそれぞれ浦代、沖松浦、津久見に安住し、正則は養福寺を、正友は吉祥寺を創建した。
- 長正の父は1857年（安政4年）生まれ。分家に生まれた長正の父は、大分県から宮崎県に出稼ぎに来たのち、宮崎県に永住。西南戦争の時、夜間他家を尋ねたところ、居合わせた薩摩軍に官軍のスパイと間違われ、危うく首を斬られそうになった。
- 長正の名前は、長正の父ではなく、長兄が歴史上の人物である「山田長政」にあやかって付けた。しかし、父が間違って「長正」と戸籍に登録してしまったので「長正」となった。
- 1936年（昭和11年）、長正は陸軍士官学校卒業前に満州・朝鮮の戦跡の視察旅行に参加した。長正は釜山に上陸して朝鮮半島を縦断したが、沿線に見る民家のたたずまいは日本と比較出来ないほどみすぼらしかった。長正は、「等しく天皇陛下の赤子である」と言われた朝鮮人に対する日本の朝鮮統治の酷さに激しい義憤を感じたという。
- 長正の陸軍士官学校時代のエピソードが陸士48期生の同窓会である卯月会の会報に次の通り紹介されている。『人気の的は何と言っても成松長正だった。今はパン屋の親父で納まっているが、朴直なる無類の好人振りと「ソギャンコトナカッカ」という九州弁が何時も部屋の笑いを巻き起こしていた。銃口検査、整頓検査で何時も槍玉に挙がるのは彼である。「銃口にゴミが付着している。掃除をしたか？」と区隊長は何時も鼻にかかった穏やかな口調で言う。「掃除をしたトデス」「しましただアン」不動の姿勢で立っている連中は笑いを抑えるのに一苦労である。長正はガニ股で膝がつかない。区隊長の目が膝の方に来ると、彼は膝を付けるのに一生懸命である。（中略）入校してから予科の2年間、成松の醸し出すユーモアのお陰でずいぶん楽しく愉快に過ごした。成松は細事に拘泥しない豪傑の一人であった。』
- 1937年（昭和12年）、日中戦争に出征中の長正は、中隊長の負傷を機に、大隊副官から中隊長に昇任することになった。戦場において、中国兵が一般民衆が着る便衣を着用し、一般民衆に成りすましたゲリラ戦を行っていたため、日本兵は便衣の中国人を容赦なく射殺した。しかし、長正は部下を集め、『便衣の中国人は敗残兵かもしれない。しかし、彼らも命が惜しいから逃げる。命が惜しくて逃げてくれる敵はありがたい敵である』と訓示を行い、便衣の中国人を狙撃しないように命令した。
- 無錫攻略戦で右肩に貫通銃創を受けた長正は一命を取りとめたが、右肩関節が自由に動かなくなった。そのため、陸軍士官学校で学んだ英語を活かし、以後暗号電報の解読を行う特殊情報の業務を担当することになった。長正は支那派遣軍時代、重慶の米国大使館から発信される暗号電報を傍受、解読していた。その間、ワシントン会議で日本の外交暗号を解読したヤードリーが重慶に行くことを突き止めたが、情報を活かす前にヤードリーは帰国してしまった。
- 1945年（昭和20年）8月15日夕刻、第8方面軍今村均陸軍大将が部隊長を集め、終戦の詔書を奉読した。今村大将は奉読の途中、何度か声に詰まって嗚咽をし、その場にいた将校も男泣きをした。長正は後世、『これが日本民族敗れる日の最も美しき感激の場面であった。私はあの感激の場面に参加出来たことを一生の光栄とする。赤道を越えて南十字星を仰ぐラバウルの終戦に、承詔必謹、この感激のあったことを私は後世に伝えないといけない』と述懐している。
- 長正は復員後の一時期、海水を汲んで塩焚きをしたり（当時は塩一升を農家に持って行くと米一升に交換してくれた）、闇食料の担ぎ屋をしたこともある。製パン後の開業後も苦労が多く、原料を闇市から仕入れていたため警察から屈辱的な取調べを受けたり、自宅をパン工場にしたため、小さな小屋を改造した家に家族4人で住んでいたこともある。
- 長正が経営するさくらパンは宮崎県内最大手に成長したが、1960年代に入り、県外の大手製パン業が宮崎県に進出してくるようになった。危機感を覚えた長正は県内の製パン業約15社を合同させ第一パンを立ち上げ、自らが社長に就任した。1960年代の高度成長期と共に第一パンは成長したが、長正は労働組合との労働争議に嫌気がさし、1970年（昭和45年）に社長を辞任した。その後、1980年代に入り、第一パンは熊本製粉に買収される。

## 著作
- 『学盲説法』（1975年（昭和50年））
- 『簡単に実現する日本の文字革命』（1987年（昭和62年））